# Władysław Moes
Władysław Gerard Jan Nepomuk Marya Moes (ur. 17 listopada 1900 w Wierbce, zm. 17 grudnia 1986 w Warszawie) – polski ziemianin.
Był drugim synem Aleksandra Moesa (1856-1928), który w 1894 ożenił się z Janiną Miączyńską (1868–1946) herbu Suchekomnaty. Został uznany za pierwowzór postaci Tadzia w powieści Thomasa Manna Śmierć w Wenecji, zekranizowanej przez Luchino Viscontiego.